# Rapoarte despre Auschwitz

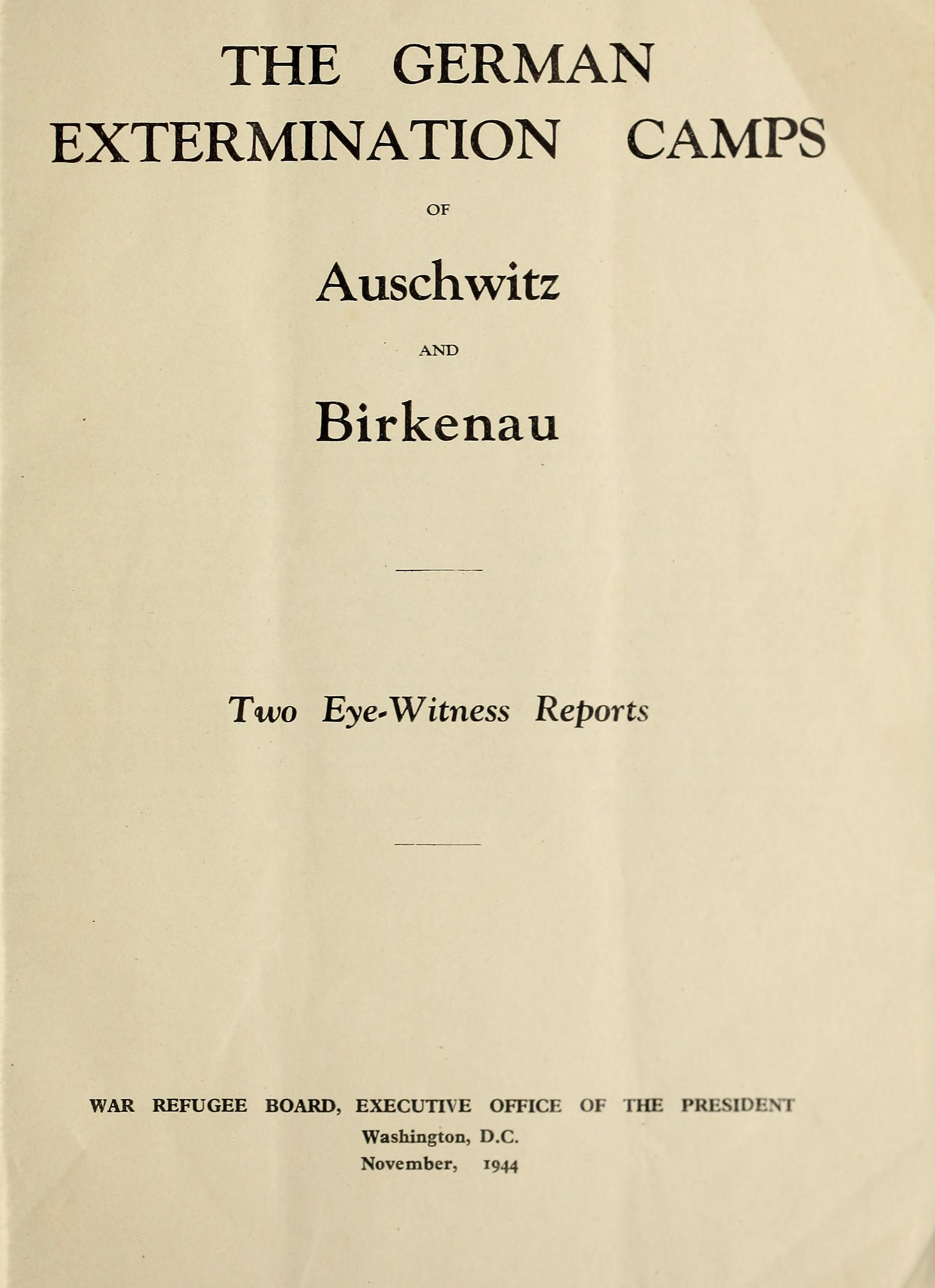
Pagina de titlu a rapoartelor despre Auschwitz

Rapoartele despre Auschwitz (în engleză Auschwitz Reports / Auschwitz Protocols) sunt rapoarte provenind de la prizonieri evadați din lagărul de concentrare Auschwitz. Prin acestea lumea a fost informată despre realitățile lagărului, inclusiv despre genocidul comis împotriva evreilor. Rapoartele dactilografiate au fost difuzate presei americane la 18 noiembrie 1944 de către Biroul Refugiaților de Război⁠(d) instaurat de președintele Franklin Delano Roosevelt, apoi au fost publicate de acest organism la 26 noiembrie într-o broșură de 30 de pagini cu titlul The German Extermination Camps of Auschwitz and Birkenau. Two Eye-Witness Reports (Lagărele de exterminarea germane de la Auschwitz și Birkenau. Două rapoarte ale unor martori oculari). „Rapoarte despre Auschwitz” a devenit denumirea scurtă a acestor documente.
De fapt, broșura conține trei rapoarte, care provin de la cinci martori oculari. Aceștia nu sunt numiți, deoarece se găseau pe teritoriul încă ocupat de germani și riscau să fie prinși. Prima parte a broșurii, prezentată ca raportul nr. 1, conține în capitolele I și II (12 pagini) documentul cunoscut ca raportul Vrba-Wetzler. Capitolul III (de trei pagini) al primei părți este documentul cunoscut ca raportul Mordowicz-Rosin sau Rosin-Mordowicz. În unele surse, numai raportul Vrba-Wetzler, completat cu raportul Mordowicz-Rosin apare cu denumirea Auschwitz Protocols. Partea a doua a broșurii, prezentată ca Report No. 2 Transport (The Polish Major's Report) (Raport nr. 2 Transportul (Raportul maiorului polonez), este de fapt raportul studentului la medicină Jerzy Tabeau, care cuprinde opt pagini. Cele trei rapoarte nu apar în ordinea cronologică a redactării lor, ci în ordinea importanței pe care le-au acordat-o comunitățile afectate și Aliații.
Rapoartele au devenit cunoscute de către Aliați și țările neutre separat, în vara lui 1944, dar numai cel al lui Vrba și Wetzler a avut atunci un ecou mai important. Abia după apariția rapoartelor în noiembrie 1944 au devenit cunoscute realitățile Auschwitzului unui public larg, mai ales datorită presei.

## Cele trei rapoarte

### Raportul Vrba-Wetzler
Walter Rosenberg, care după evadare a trăit cu acte false pe numele Rudolf Vrba și și-a păstrat și după război această identitate, a fost un evreu din Slovacia. A ajuns la Auschwitz spre sfârșitul lui iunie 1942. Alfréd Wetzler a fost tot un evreu din Slovacia, deportat la Auschwitz în aprilie 1942. Au evadat împreună la 7 aprilie 1944 și au ajuns în Slovacia, la Žilina, la sfârșitul aceleiași luni.
Cei doi aveau intenția de a-i preveni pe evreii care încă nu erau deportați despre ce urma să li se întâmple, precum și de a-i informa pe Aliați și de a-i determina să facă ceva pentru a împiedica deportările. De aceea au relatat foarte curând după sosire ceea ce știau despre lagăr unor membri din Bratislava ai Consiliului Evreiesc din Slovacia (înființat la ordinul ocupanților), apoi fiecare și-a scris relatarea. Unul din membri a redactat un raport pe baza acestor relatări.
Raportul a fost transmis imediat conducătorilor organizațiilor evreiești din Ungaria, apoi, pe mai multe căi, unor organizații evreiești internaționale din Elveția și Anglia, guvernului polonez în exil și guvernului cehoslovac în exil, precum și Biroului Refugiaților de Război din Washington. Raportul a ajuns și la Vatican, prin intermediul reprezentanților acestuia în Slovacia și în Elveția. Acesta din urmă, aflându-se în Slovacia în iunie 1944, a avut o întrevedere cu Vrba și Mordowicz. Unul din transmițătorii raportului în Elveția a fost Florian Manoliu, diplomat român în post la Berna. În iunie 1944, în drum din România spre Elveția, el s-a oprit la Budapesta ca să primească o copie prescurtată a raportului de la un evreu refugiat la consulatul elvețian, apoi l-a predat lui George Mantello⁠(d), un evreu originar din Bistrița, pe atunci prim secretar al consulatului El Salvador la Geneva.
Raportul a fost dat publicității prima oară în mai 1944, la Geneva, și informațiile din el au apărut în cursul verii în multe articole de presă, de exemplu în numărul din 6 iulie al ziarului New York Times. Părți din raport au fost difuzate și de BBC, la 18 iunie 1944. Dintre cele trei rapoarte, acesta a fost cel mai larg difuzat și a avut cea mai vastă publicitate.
Raportul Vrba-Wetzler constituie prima parte a The German Extermination Camps..., pentru că este cel mai detaliat, autorii lui fiind folosiți în lagăr la munci de birou și având astfel informații inclusiv despre transporturile de deportați care soseau. În raport este descrisă topografia lagărelor Auschwitz I și Auschwitz II-Birkenau, cu desene schițate din memorie, organizarea și funcționarea lor.

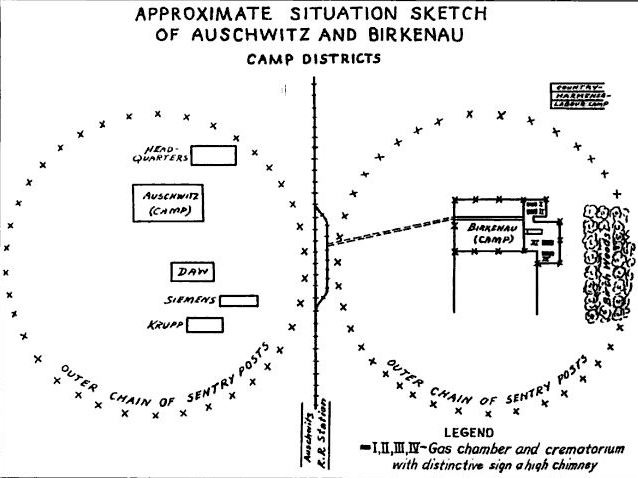
Schița lagărelor Auschwitz I și Auschwitz II-Birkenau

Sunt amintite categoriile de prizonieri. Până în primăvara lui 1942, aceștia au fost:
- prizonieri politici neevrei din diferite țări, adică opuși sau presupuși a fi opuși regimului nazist și ocupației: polonezi[17], cehi[18], francezi[19];
- prizonieri politici evrei din diferite țări;
- prizonieri de război sovietici[20];
- homosexuali[21];
- martori ai lui Iehova[21];
- condamnați de drept comun, mai ales germani[21], folosiți ca șefi peste ceilalți prizonieri, existând astfel de șefi și din alte categorii[22];
- familii întregi de romi, deportați numai pe criterii rasiale[23].

Toți acești prizonieri, în afara șefilor și a celor folosiți pentru munci relativ ușoare, erau tratați cu aceeași cruzime. Mulți erau victime ale muncii fizice epuizante, fiind și malnutriți. Alții mureau în urma bolilor, îndeosebi în timpul epidemiei de tifos din iulie-septembrie 1942. Dintre bolnavi, o parte erau „selectați” de medici SS-iști și uciși prin gazare sau prin injecții de fenol. Se făceau și experiențe pe prizonieri, în urma cărora cei mai mulți mureau. Unii prizonieri erau executați prin spânzurare pentru încercarea de a evada, alții prin împușcare, cu cele mai diverse pretexte.
Începând cu primăvara lui 1942 au fost aduși tot mai mulți evrei numai pe criterii rasiale. Bărbații și femeile inapți de muncă, precum și copiii împreună cu mamele lor erau gazați imediat după sosire, de unde reiese caracterul de genocid al uciderii evreilor la Auschwitz.
Rudolf Vrba scrie și despre lagărul de exterminare Majdanek, unde a fost deportat la început, pe la mijlocul lui iunie 1942, ajungând la Auschwitz pe la sfârșitul lunii. În legătură cu Majdanek scrie despre mortalitatea prizonierilor indiferent de origine, prin boli, rele tratamente și execuții cu diverse pretexte.
Pe parcursul raportului, autorii dau cifre aproximative despre efectivul transporturilor care soseau, pe țări de origine și cu multe nume de deportați din Slovacia, iar la sfârșitul raportului apare numărul aproximativ al evreilor uciși, pe țări de origine, între aprilie 1942 și aprilie 1944, în total 1.765.000.

### Raportul Mordowicz-Rosin
Czesław Mordowicz a fost un evreu din Polonia, deportat la Auschwitz în decembrie 1942, iar Arnošt Rosin un evreu din Slovacia, ajuns acolo în aprilie 1942. Ei au evadat la 27 mai 1944 și au ajuns în Slovacia la 6 iunie 1944. Au fost interogați de un membru al Consiliului Evreiesc din Slovacia, care a redactat un raport pe baza celor relatate de ei, și consiliul l-a trimis în Elveția, unde a ajuns la 6 august 1944.
Raportul Mordowicz-Rosin a fost adăugat în broșura The German Extermination Camps... sub formă de capitolul III al raportului nr. 1. Acest capitol relatează despre aducerea de deportați din mai multe țări ocupate de naziști și mai ales, începând cu 10 mai 1944, a din ce în mai mulți evrei din Ungaria. Relatarea lor confirmă caracterul de genocid al exterminării evreilor. Astfel, ei relatează că din 15 mai până la evadarea lor la 27 mai, au fost aduși zilnic circa 14-15.000, dintre care 90% au fost gazați imediat. Ei raportează de asemenea despre experiențele făcute pe femei prizoniere.

### Raportul Tabeau
Raportul din broșură redactat primul în ordine cronologică provine de la cel care a și evadat primul dintre autorii rapoartelor. Este vorba despre Jerzy Tabeau, un student la medicină polonez romano-catolic, prizonier la Auschwitz pentru că a activat în mișcarea de rezistență.
Tabeau a evadat la 19 noiembrie 1943 și descris tot ce a cunoscut despre Auschwitz într-un raport pe care l-a redactat în decembrie 1943 și ianuarie 1944. În martie 1944 a reușit să treacă prin Slovacia și să-și ducă raportul în Ungaria, ca să ajungă la conducătorii evreilor de acolo, după care s-a întors în Polonia încă ocupată. În iunie 1944, raportul a ajuns la Londra și în Elveția, începând să fie difuzat mai ales de către guvernul polonez în exil și diverse organizații evreiești. În august 1944 a fost multiplicat ca să aibă o răspândire mai mare, apoi a ajuns la Biroul Refugiaților de Război. Constituie partea a doua a broșurii.
Tabeau scrie despre relele tratamente la care erau supuși prizonierii și diversele metode prin care erau uciși. Una dintre acestea era munca fizică epuizantă cărora le cădeau victime cea mai mare parte a celor care în libertate nu făcuseră munci fizice, mai ales că hrana pe care o primeau era insuficientă. Mai relatează și despre experiențele făcute pe prizonieri și despre uciderea prin injecții sau gazare mai ales a bolnavilor și accidentaților pe care îi selectau pentru aceasta medicii SS-iști. Mai aduce mărturie și despre execuția prin împușcare a multor prizonieri indiferent de origine, mai vechi sau abia aduși, pentru cele mai diverse fapte considerate de către SS-iști că trebuiau să fie pedepsite astfel
Capitolul III al raportului Tabeau este consacrat mai ales evreilor. Până spre primăvara lui 1942, evrei au fost deportați la Auschwitz ca prizonieri politici, dar au fost tratați de la început cu mai multă cruzime decât ceilalți. După aceea au început să vină transporturi de evrei de ambele sexe și de toate vârstele din mai multe țări ocupate de naziști. Pentru ei a fost construit un alt lagăr nu departe de primul, Auschwitz II-Birkenau. Dintre acești deportați erau lăsate în viață persoanele apte de muncă bărbați și femei fără copii. Toți ceilalți erau imediat omorâți în camere de gazare. Tabeau estimează numărul evreilor exterminați la 1,5 milioane. Raportul lui Tabeau este prima mărturie despre caracterul de genocid al uciderii lor.

## Urmări ale rapoartelor
Încă din 1942 au apărut informații despre ce se întâmpla în lagărele de concentrare naziste, dar în general nu erau crezute nici de evreii care încă nu erau deportați, nici de oficialitățile și locuitorii din țările aliate și din cele neutre, fiind considerate exagerări ale propagandei sau simple zvonuri. Raportul Vrba-Wetzler a ajuns în aceste țări destul de repede, în mai 1944, și a fost prezentat în presa din acestea. Raportul lui Tabeau a ajuns în Ungaria încă din martie 1944, iar cel al lui Vrba și Wetzler la sfârșitul lui aprilie, dar membrii Consiliului Evreiesc Central din Ungaria, instaurat la ordinul autorităților, nu au difuzat informațiile din ele în rândul evreilor, fie că nu le dădeau crezare, fie că nu voiau să creeze panică, fie că erau în negocieri secrete cu SS-ul pentru a obține ca evreii din Ungaria să nu fie deportați, sau cel puțin conducătorii evrei și familiile lor să nu fie deportați.
În urma difuzării rapoartelor în țările aliate și cele neutre, în iunie 1944 au fost adresate apeluri către Miklós Horthy, regentul Ungariei, din partea papei Pius al XII-lea, a regelui Suediei, a președintelui Roosevelt, a guvernelor Elveției, Turciei și Spaniei, ca să oprească deportările din Ungaria. Horthy a ordonat oprirea lor la 7 iulie 1944, când mai rămăseseră nedeportați numai evreii din Budapesta, dar deportările au fost reluate în octombrie 1944, când Horthy a fost arestat de germani și puterea a fost preluată de Partidul Crucilor cu Săgeți.
La sugestia lui Vrba, rabinul Michael Dov Weissmandl⁠(d) din Slovacia a cerut Aliaților de mai multe ori în mai și iunie 1944 să bombardeze calea ferată care ducea la Auschwitz. În guvernele Aliaților s-a discutat despre aceasta, dar nu au făcut-o din motive militare și politice.
Într-un interviu cu Jerzy Tabeau din 1995, acesta a declarat că eforturile lui au fost zadarnice. Totuși, în afară de oprirea pentru câteva luni a deportărilor din Ungaria, rapoartele au avut rostul de a fi folosite de acuzare la procesele de la Nürnberg. Pe de altă parte, în 1947, Tabeau a depus mărturie în fața unei comisii juridice poloneze de investigare a crimelor de război naziste, împotriva unor medici SS-iști de la Auschwitz, și la procesele de la Frankfurt⁠(d), din 1963-1965, ale unor criminali de război naziști. Rudolf Vrba a fost și el martor la acest proces.